# Петров, Алексей Сергеевич (учёный)
Алексей Сергеевич Петров (1938—1996) — советский и российский учёный-физик, доктор физико-математических наук, профессор, член Международной академии наук высшей школы.
Автор около 200 научных работ, включая монографии, а также более 30 изобретений.

## Биография
Родился 17 сентября 1938 года в Томске в семье педагогов Томского государственного университета: Сергея Михайловича Петрова и Людмилы Григорьевны Майдановской.
Окончив в 1955 году Томскую среднюю школу № 8, поступил на радиофизический факультет Томского государственного университета (ТГУ), который окончил по специальности «Радиофизика и электроника» в 1960 году. Во время учёбы в вузе возглавлял научное студенческое общество факультета. По распределению работал в Сибирском физико-техническом институте: старший научный сотрудник лаборатории электроники, заведующий лабораторией квантовой электроники, главный научный сотрудник лаборатории квантовой электроники и с 1990 года — заведующий отделом радиоэлектроники СФТИ. Одновременно по совместительству преподавал на радиофизическом факультете Томского государственного университета: ассистент кафедры радиоэлектроники, доцент, заведующий кафедрой квантовой электроники. С 1982 по 1989 год являлся проректор по научной работе ТГУ. Профессор кафедры квантовой электроники ТГУ с июня 1979 года.
В 1964 году защитил диссертацию на соискание ученой степени кандидата физико-математических наук на тему широкополосных параметрических усилителей модуляционного типа. В 1975 году защитил диссертацию на соискание ученой степени доктора физико-математических наук. В числе его учеников 20 кандидатов наук и 6 докторов наук. Он являлся председателем специализированного совета по защите докторских диссертаций по радиофизике и физической электронике и членом совета по защите докторских диссертаций по специальности «Радиофизика, оптика».
А. С. Петров был членом секции совета РАН «Физика и химия полупроводников», членом секции межведомственного совета «Неразрушающий контроль и диагностика» и директором Томского научно-координационного центра. Будучи членом КПСС с 1970 года, являлся членом Томского обкома ВЛКСМ, членом партийного бюро СФТИ, партийного комитета ТГУ и членом Кировского райкома КПСС Томска.
Умер 28 января 1996 года в Томске.

## Заслуги
- Был награждён орденом «Знак Почёта» (1981) и медалями.
- Лауреат премии Ленинского комсомола (1972).
- Удостоен званий «Отличник высшей школы СССР» и «Заслуженный деятель науки и техники РСФСР» (1988).